# Fabio Caressa
Fabio Caressa (Roma, 18 aprile 1967) è un giornalista, telecronista sportivo e conduttore televisivo italiano.

## Biografia
Si è laureato in scienze politiche presso l'università LUISS di Roma.
Da giovane, è stato socialista e simpatizzante di Bettino Craxi.
Dall'11 luglio 1999, è sposato con la giornalista Benedetta Parodi, da cui ha avuto tre figli: Matilde (nata il 5 settembre 2002), Eleonora (nata il 20 ottobre 2004, con cui ha partecipato all'undicesima edizione di Pechino Express) e Diego (nato il 21 luglio 2009). Con la moglie, ha scritto il libro Calcio e pepe, uscito nel 2024. È, inoltre, cognato del giornalista Roberto Parodi, fratello di Benedetta, e del politico ed editore televisivo Giorgio Gori, marito di Cristina Parodi, sorella di Roberto e Benedetta.

## Carriera
Nel 1986, dopo aver iniziato la propria carriera scrivendo per la rivista Cioè, comincia a lavorare in televisione per Canale 66, emittente locale romana legata a TeleRoma 56. Scoperto dal conduttore radiofonico Michele Plastino, personaggio noto nell'ambito dell'emittenza privata romana, per Canale 66 conduce una rubrica settimanale di calcio internazionale denominata Golmania, mentre pochi mesi più tardi, su volontà di Sandro Piccinini, passa nella redazione sportiva di TeleRoma 56, per la quale condurrà per quattro anni il TG sportivo. Tiene la prima radiocronaca in occasione della partita Cesena-Lazio, valida per il campionato di Serie B 1986-1987, per i tifosi cesenati.
Negli anni seguenti, durante il corso di laurea in scienze politiche alla LUISS, ottenuta con una tesi sperimentale sulla CNN e i possibili controlli internazionali sulle sue produzioni, si diploma in Public Speaking alla UCLA (1988) e in lingua spagnola all'Università di Salamanca (1990), cominciando a seguire per diverse emittenti radiofoniche la Lazio e la Roma nelle partite in trasferta. Nel 1990, nelle vesti di coautore e consulente produttivo e giornalistico, cura il film ufficiale del campionato mondiale di calcio di Italia 1990. Un anno dopo, è scelto per comporre la squadra dei telecronisti della neonata pay-tv Tele+, incarico che lo costringe a trasferirsi a Milano. Nel 1991, conduce la prima telecronaca, per Tottenham-Leeds Utd di Premier League, in differita.
Nel 1994, dopo tre anni da praticante, diventa giornalista professionista. Dopo la gavetta come quinta voce delle partite del calcio internazionale,  nella stagione sportiva 1997-1998, è promosso a voce principale nei posticipi trasmessi da Tele+ e, in questa veste, si alterna  con Massimo Marianella fino al 2002. Nello stesso anno, è ideatore e conduttore di +Gol Mondial, con cui vincerà l'Hot Bird TV Awards nello stesso anno e che si trasformerà l'anno successivo in Mondo Gol, con l'avvento di Sky, nel 2003.
Insieme a Giuseppe Bergomi, forma una delle più celebri coppie di telecronisti di Sky Sport. I due sono stati i telecronisti ufficiali della serie di videogiochi calcistici FIFA fino al 2014. Oltre alle telecronache delle partite di cartello del campionato italiano di calcio di Serie A e della UEFA Champions League, commenta in coppia con Stefano De Grandis e con il fratello Maurizio il poker, prima il World Poker Tour, poi, nel 2007, il campionato italiano (insieme a Pupo). Nel 2007, partecipa come giocatore al torneo di poker delle celebrità, mentre dal 2009 conduce per Cielo il programma Poker Web.
Dal 1997 al 1999, è stato conduttore di Com'è, trasmissione quotidiana di cultura giovanile di Tele+ indirizzata a un pubblico di adolescenti. Nel 1998, ha presentato dagli studi di Milano lo speciale sulla notte degli Oscar, durante la quale Roberto Benigni vinse con il film La vita è bella. Nel 2006, ha condotto con Fabiana su Radio 105 il programma calcistico 105's In Gazza.
Ha collaborato con diverse testate giornalistiche quali Guerin Sportivo, Totoguidascommesse, GQ e La Gazzetta dello Sport e siti Internet quali Sportal. In ambito extra-sportivo, ha condotto, insieme a Elena Di Cioccio, Stracult Show su Rai 2. Ha nuovamente commentato per Italia-Germania 4-3 alcune delle partite storiche dei mondiali di calcio. Ha seguito, da inviato, il campionato del mondo 1994 e, da inviato e telecronista, quelli del 2006, del 2010 e del 2014, di cui ha commentato le partite inaugurali e le finali, oltre a tutte le partite della nazionale italiana.
Dal 1999, è sposato con Benedetta Parodi, per anni conduttrice di Studio Aperto e della rubrica Cotto e mangiato e, dal 2011, conduttrice su LA7 del programma I menù di Benedetta, di cui lo stesso Caressa, in alcune puntate, è stato ospite, da solo o in compagnia dei  tre figli. Nel 2010, conduce, su Discovery Channel, la rubrica calcistica Com'è fatto il calcio, in cui, con l'aiuto del professore di biofisica Nicola Ludwig, spiega scientificamente il gioco del calcio.
Nel 2007, vive una parentesi da doppiatore nel film Le regole del gioco, dove presta la voce al commentatore delle World Series of Poker. Nella stagione 2010-2011, lascia dopo otto anni la conduzione di Mondo Gol, diventando il conduttore dei pre e post partita della UEFA Champions League. Inoltre, nell'estate 2011, è uno dei telecronisti, affiancato da Beppe Bergomi, della Copa América, della quale racconta tutte le partite del Brasile, la semifinale tra Uruguay e Perù, la finale per il 3º e 4º posto tra Perù e Venezuela e la finalissima tra Uruguay e Paraguay, finita 3-0 per l'Uruguay.
Realizza il reportage di otto puntate Buongiorno Afghanistan, che racconta la vita quotidiana dei soldati italiani impegnati nella missione di pace. Dopo il problema immigrati a Lampedusa, realizza il reportage SOS Lampedusa.
(Fabio Caressa durante il reportage da lui realizzato)
Nel corso delle Olimpiadi 2012 a Londra, per la prima volta nella sua carriera, è telecronista delle gare di nuoto, insieme agli ex nuotatori Massimiliano Rosolino e Cristina Chiuso. Dal 25 agosto 2012, conduce Deejay Football Club su Radio Deejay insieme a Ivan Zazzaroni. È anche commentatore di poker per l'emittente POKERItalia24, di cui il fratello Maurizio è direttore.
Dal 1º luglio 2013, è condirettore ad interim di Sky Sport, con delega a Sky Sport 24, ruolo mantenuto sino al 1 marzo 2016, quando diviene direttore di Sky Sport 24. Lo resta fino a dicembre 2016, quando diviene uno dei condirettori di Sky Sport con delega al programma Sky Calcio Club.
Nel 2017, racconta di avere ricevuto, pochi mesi prima dello scoppio di Calciopoli, pesanti pressioni dai vertici della Juventus per avere commentato negativamente alcuni episodi arbitrali favorevoli alla squadra bianconera, fino al punto di richiedere la rimozione sua e di Bergomi da Sky.
Nell'estate del 2021, commenta, insieme a Beppe Bergomi, il vittorioso cammino della nazionale Italiana al campionato europeo di calcio 2020.
Nel 2024, partecipa, con la figlia, a Pechino Express e, nello stesso anno, i due iniziano a curare una rubrica a Striscia la notizia dal titolo Gli Oscar dei Caressas.
Nel maggio del 2025, debutta alla conduzione di un nuovo programma di intrattenimento di Sky dal titolo Money Road - Ogni tentazione ha un prezzo.

### Campionato del mondo di calcio 2006
Durante il campionato mondiale di calcio del 2006 in Germania, è  scelto da Sky Sport, che ne aveva acquisito i diritti di trasmissione televisiva per la prima volta nella storia, per commentare tutte le partite dell'Italia (esperienza poi ripetuta in varie occasioni in cui gli azzurri partecipano alle competizioni internazionali), diventando così il tredicesimo telecronista di un incontro ufficiale della nazionale italiana di calcio, dopo Niccolò Carosio, Nando Martellini, Bruno Pizzul, Giorgio Martino, Gianni Cerqueti, Stefano Bizzotto e Marco Civoli per la Rai, Bruno Longhi e Sandro Piccinini per Mediaset, Luigi Colombo e Massimo Caputi per Telemontecarlo e Massimo Marianella per TELE+2. Inoltre, gli è affidata la telecronaca di Germania-Costa Rica, partita inaugurale della rassegna.
È  affiancato, in ogni occasione, da Giuseppe Bergomi come voce tecnica e, nella partita inaugurale, anche da Beppe Severgnini. Dopo la semifinale contro la Germania, l'emittente televisiva tedesca ZDF ha riproposto gli ultimi concitati minuti della telecronaca di Caressa. Nel 2006, ha pubblicato il libro Andiamo a Berlino, edito da Baldini&Castoldi.

## Videogiochi
Il videogioco per PC e console FIFA World Cup 2006, prodotto da EA Sports, si avvale per la prima volta del commento di Fabio Caressa e Beppe Bergomi. La stessa esperienza si è ripetuta per tutti i titoli successivi della serie EA Sports fino all'edizione di FIFA 14, rompendo (solo virtualmente) un sodalizio con Beppe Bergomi che durava da oramai nove anni. Caressa si sposta quindi alla serie Pro Evolution Soccer, dove è affiancato al commento tecnico di Luca Marchegiani a partire da PES 2015.

## Televisione
- Golmania (Canale 66, 1986)
- TG Sport (Teleroma 56, 1986-1990)
- Com’è (TELE+, 1997-1999)
- Premio Oscar (TELE+, 1998)
- Mondo Gol (Sky Sport, 2003-2011)
- Campionato mondiale di calcio 2006 (Sky Sport, 2006) - commentatore
- Poker Web (Cielo, 2009)
- Com’è fatto il calcio (Discovery Channel, 2010)
- Vuoi scommettere? (Sky Sport, 2011-2012)
- Sky Calcio Club (Sky Sport, dal 2015)
- Pechino Express (Sky Uno, 2024) - concorrente
- Striscia la notizia (Canale 5, dal 2024) - inviato
- Money Road - Ogni tentazione ha un prezzo (Sky Uno, TV8, 2025)

## Opere
- Andiamo a Berlino, Baldini Castoldi Dalai Editore, 2006. ISBN 9788860730442.
- Quella sporca ultima carta (con Maurizio Caressa), Baldini Castoldi Dalai, 2008.
- Gli angeli non vanno mai in fuorigioco. La favola del calcio raccontata a mio figlio, Mondadori editore, 2012.
- Scrivilo in cielo. Nel calcio come nella vita per vincere bisogna crederci Mondadori edizioni, 2014.
- Calcio e pepe (con Benedetta Parodi), Sperling & Kupfer, 2024.